# Calin Matin
Calin Matin était une émission de télévision française pour la jeunesse de Christophe Izard présentée par Marie Talon et diffusée le samedi et le dimanche matin à 8 h 30 sur Antenne 2 à partir du 11 septembre 1988 au 25 février 1990.
La nomination de Marie-France Brière à la place de Christophe Izard en 1990 a eu raison de cette émission pour la jeunesse qui est remplacée par Oscar et Daphné.

## Principe de l'émission
Calin Matin mettait en scène une marionnette nommée Biboun, sorte de gentil nounours humanoïde créé et animé par Yves Brunier, donc cousin de Casimir. Biboun vivait dans une jolie maison avec jardin en compagnie de Marie Talon qui jouait la "maman", réparant toutes ses bêtises et donnant de bons conseils entre deux dessins animés. Une deuxième marionnette, Doudine a rejoint Biboun.
L'émission avait aussi parfois une séquence musicale dans laquelle les animateurs chantaient des mélodies traditionnelles.

## Dessins animés
Calin Matin diffusait les séries de dessins animés suivantes :
- Alex le souriceau
- Barbapapa
- Barnabulle
- Bibifoc
- Bogus (ne pas confondre avec le film "Bogus")
- Bouli
- Hello Kitty
- La Pimpa
- Les aventures de Joe
- Les fables d'Esope (Fables d'Ésope)
- Mimi Cracra
- Quick et Flupke
- Tifou (Les Tifous)

## Concepteurs de l'émission
L'émission, produite par Christophe Izard, était écrite par deux psychologues en direction des très jeunes enfants de 2 à 5 ans : 
- Patricia Chalon (Poochie, Super Doc) / elle est psychologue-psychothérapeute.
- Anne Dorville (auteur de livre pour la jeunesse)

Réalisation : Chantal Baumann
Calin Matin a reçu en 1989 le prix de la Fondation pour l'enfance.